# Westland Wallace
Вестленд Воллес (англ. Westland Wallace) — британський багатоцільовий одномоторний літак міжвоєнного періоду. Розроблявся Westland Aircraft Works як вдосконалена версію Westland Wapiti для Королівських ВПС Великої Британії.
На момент початку Другої світової війни «Воллес» все ще залишався на озброєнні деяких ескадрилей, а також використовувався як навчальний і буксир мішеней в навчальних центрах.

## Історія

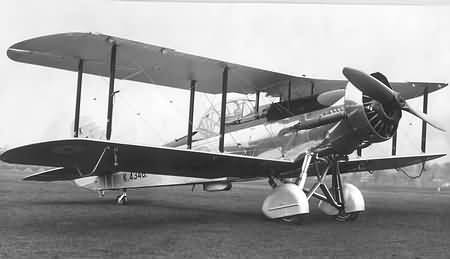
«Воллес Mk.II»

В 1931 році після створення успішного Westland Wapiti компанія Westland почала розробляти заміну з власної ініціативи. Названий PV.6 новий літак був суцільнометалевим біпланом, в цілому повторяючи дизайн «Вапіті», але отримавши довший фюзеляж, шасі з гальмами і потужніший двигун Bristol Pegasus IV.
Дизайн зацікавив міністерство Авіації і компанія отримала замовлення на конвертацію 12 «Вапіті» за виданою специфікацією 19/32 з двигуном Bristol Pegasus IIM3. Цей варіант отримав назву «Воллес Mk.I» (англ. Wallace). Згодом замовлення було збільшене ще на 56 конвертованих «Вапіті». Тільки в червні 1935 року вийшло перше замовлення на побудову 75 «Воллес Mk.II» за специфікацію G.31/35. Цей варіант отримав закриту кабіну і перебачений двигун Pegasus IV. Наступного лютого надійшло друге замовлення на ще 29 літаків, останній з яких зійшов з виробничої лінії в жовтні 1936 року.
Перші «Воллеси Mk.I» надійшли на озброєння 501-ї допоміжної ескадрильї на початку 1933 року, а загалом вони були на озброєнні 502-ї, 504-ї, 608-ї і 610-ї ескадрилей. До початку Другої світової війни в строю ще залишалось 83 «Воллеси» здебільшого в ролі буксирів мішеней. Останній «Воллес» було знято з озброєння тільки в 1943 році.

## Тактико-технічні характеристики (Mk.II)

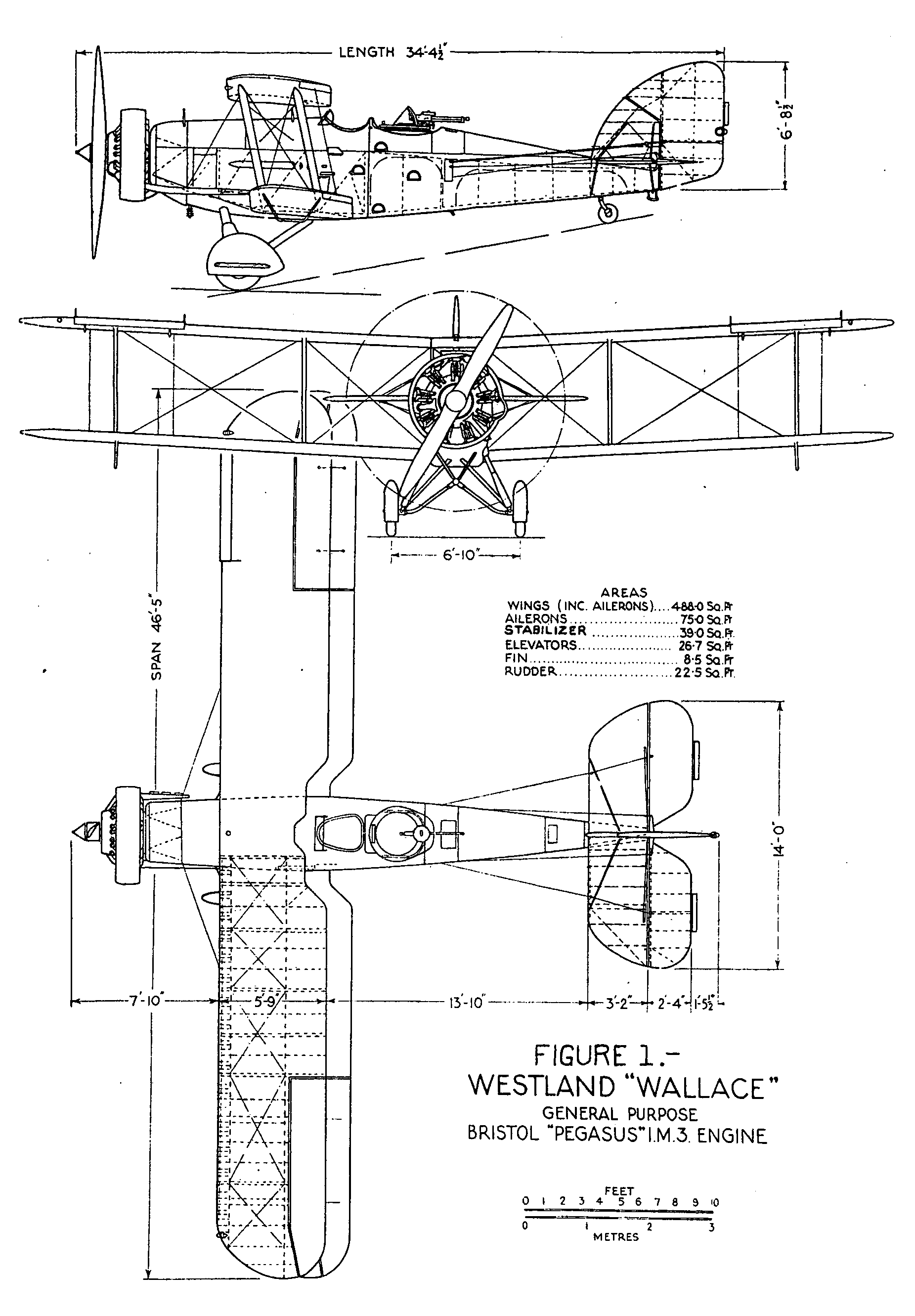
Схематичне зображення Wallace Mk.I.

Дані з Consice Guide to British Aircraft of World War II

### Технічні характеристики
- Екіпаж: 2 особи
- Довжина: 10,41 м
- Висота: 3,51 м
- Розмах крил: 14,15 м
- Площа крил: 45,34 м²
- Маса порожнього: 1742 кг
- Максимальна злітна маса: 2608 кг
- Двигун: Bristol Pegasus IV
- Потужність: 680 к.с. к. с. (507кВт)

### Льотні характеристики
- Максимальна швидкість: 254 км/год (на висоті 4570 м.)
- Крейсерська швидкість: 217 км/год
- Практична стеля: 7345 м.
- Дальність польоту: 756 км

### Озброєння
- Стрілецьке:
  - 1 × 7,7-мм курсовий кулемет
  - 1 × 7,7-мм кулемет Льюїса в кабіні стрільця
- Бомбове:
  - до 264 кг бомб